# Döhle
Döhle ist ein Ortsteil der niedersächsischen Gemeinde Egestorf. Döhle liegt etwa 2 km südlich des Hauptorts Egestorf an der A 7. Döhle liegt zudem an der Bahnstrecke Winsen–Hützel. Die Bahnstrecke des Heideexpresses von Winsen (Luhe) nach Bispingen führt durch Döhle. Busverbindungen bestehen nach Egestorf, Winsen (Luhe), Hanstedt und Salzhausen.

## Lage
Döhle ist ein Erholungsort in der Lüneburger Heide. Westlich des Ortsrandes beginnt das Naturschutzgebiet Lüneburger Heide mit dem Wilseder Berg (169 m) als höchster Erhebung. Döhle liegt im Tal der Schmalen Aue; die Umgebung ist im Norden waldreich und im Süden offener mit Grünland- und Heideflächen.

## Geschichte
Davon, dass schon in der Mittelsteinzeit Menschen in den Döhler Raum gekommen waren, zeugen entsprechende archäologische Funde, die westlich der Schmalen Aue gemacht wurden: „Feuersteinabschläge, einige feine Klingen und eine Flintpfeilspitze“. Eine in Döhle gefundene „grobe Steinaxt (Streitbeil) aus kristallinem Gestein“ lässt sich hingegen in der Jungsteinzeit verorten und gibt „einen Hinweis auf eine Ansiedlung Ackerbau und Viehzucht treibender Menschen“. Weitere Funde lassen sich auf die ältere Bronzezeit und die ältere Eisenzeit datieren.  Bei der bekannten, östlich von Wilsede gelegenen Stein- und Wacholdergruppe Hannibals Grab, an der der Weg von Döhle nach Wilsede vorbeiführt, handelt es sich allerdings nicht um ein steinzeitliches Grab, sondern um „eine natürliche Anlage“ in Form einer „Gruppe von zufällig angehäuften Findlingssteinen mit knorrigen Wacholdern auf einer Anhöhe“. Der Name hat sich seit den 1920er-Jahren auf Grund einer gewissen Ähnlichkeit mit dem auf einem Gemälde aus dem Jahre 1893 von Eugen Bracht dargestellten Grab Hannibals eingebürgert und auch die zwischenzeitliche Umbenennung nach dem Lüneburger Fürsten in Billung-Stein während des Nationalsozialismus überdauert.
Um 400 v. Chr. kamen die Langobarden in das Gebiet der nördlichen Lüneburger Heide und siedelten sich auch in der Gegend um Döhle an. Aus einer Urkunde von 1135 lässt sich die Existenz des Dorfes ableiten. 1231 wurde Döhle in einer Urkunde des Bischofs von Verden genannt. Döhle gehörte zu damaliger Zeit auch zum Bardengau und erhielt in dieser Zeit den Namen „Dolethe“, was „Dorf am Durchlass“ bedeutet, weil es nach Westen hin eine Möglichkeit gab, das Auetal und die angrenzenden Moore zu durchqueren. Innerhalb des Bardengaus gehörte Döhle zum Goh Soltinghusen (= Salzhausen) und etwa seit 1679 zur Vogtei Garlstorf.
In Döhle kreuzten sich einst Fernhandelswege. Von Ost nach West führte eine bedeutende Heer- und Handelsstraße von Groningen/Holland über Bremen, Lüneburg nach Danzig. Von Nord nach Süd verlief im Mittelalter eine andere Straße, auf der zeitweise Waren der Fugger aus Augsburg über Hoopte-Zollenspieker nach Hamburg transportiert wurden. Auch die Poststraße von Celle nach Harburg führte 1678–1790 über Döhle.
1965 richtete der Verein Naturschutzpark (VNP) im Haus „Krämer-Kate“ im Ortszentrum eine Naturausstellung mit Tierpräparaten und anderen Exponaten ein, die sich 50 Jahre lang als „Haus der Natur“ großer Beliebtheit erfreute, bis 2013 der Pachtvertrag auslief.
Anlässlich der Gemeindereform wurde der bis dahin selbständige Ort Döhle am 1. Juli 1972 nach Egestorf eingemeindet.

## Infrastruktur
Der Ortsteil verfügt nicht über eine Kirche oder eine Schule, so dass Kirchgänger und Schüler ins nahe liegende Egestorf pendeln.
1910 erhielt Döhle einen Bahnhof an der normalspurigen Eisenbahnstrecke Winsen (Luhe)–Salzhausen–Hützel, die zum Netz der Osthannoverschen Eisenbahn (OHE) gehört. Das Bahnhofsgebäude wird heute als Teil eines Ausbildungsstalls und für den Museumsbahnverkehr genutzt. 1922 erhielt Döhle Elektrizität. 1958 wurde die Autobahn A 7 von Hamburg in Richtung Hannover fertiggestellt, wobei der damalige Verkehrsminister Hans-Christoph Seebohm dafür sorgte, dass Döhle über eine Anschlussstelle gut erreichbar ist. Ebenfalls 1958 wurde Döhle an das Telefonnetz angeschlossen. Seit Juli 2017 hat Döhle einen schnellen Internetzugang per Glasfaser (FTTH), Übertragungsraten von bis zu 1000 Mbit/s sind möglich.
Das Klärwerk in Döhle war früher für die Trinkwasserversorgung der Haushalte in den umliegenden Ortschaften zuständig und versorgte rund 3000 Einwohner. Seit einer Kooperationsvereinbarung vom 19. Februar 2004 ist die Samtgemeinde Salzhausen für die Abwasserbeseitigung zuständig.
Seit 2009 befindet sich in der Gemarkung Döhle das Gewerbegebiet Thaneberg mit rund 10 ha Fläche, auf dem ein Auto-Reise-Center (Autohof) direkt an der Autobahn A 7 angesiedelt werden soll. Der Rat der Gemeinde Egestorf hat im April 2019 die Ansiedlung des Autohofs beschlossen.
1950 standen 25 Wohnhäuser in Döhle, 1960 waren es 36 und heute nahezu 130. Am 20. Februar 2023 hate der Ortsteil auf einer Fläche von 8,93 km² 407 Einwohner.

## Sehenswürdigkeiten
Der Ort selbst wird von Fachwerk- und Bauernhäusern geprägt. Döhle ist auch bekannt für seine Zucht von Sportpferden, hier ist der Mannschaftsolympiasieger im Vielseitigkeitsreiten Andreas Dibowski aktiv. Im Karl-Buchholz-Hain dient ein Findling mit entsprechender Inschrift als Ehrenmal für Kriegsgefallene aus dem Zweiten Weltkrieg.

Döhle liegt in unmittelbarer Nähe zum Naturschutzgebiet Lüneburger Heide. Direkt vom großen Parkplatz mitten in Döhle gehen Wander-, Rad- und Reitwege in das Naturschutzgebiet. So kann man „autofrei“ die kilometerweiten offenen Heidelandschaften sowie die schönen Wälder und Wiesen genießen. Vom Parkplatz aus werden Rundfahrten mit der Kutsche in das Naturschutzgebiet angeboten. Rund 5 km sind es zu Fuß von Döhle aus zum Wilseder Berg, die Döhler Heide beginnt gleich nach der Schmalen Aue, die sich von Döhle aus in Richtung Norden durch Heideflächen, Wälder und Wiesen schlängelt. Der Wilseder Weg führt nach dem Überqueren der Schmalen Aue nach ca. 2 km Wegstrecke am Naturdenkmal „ND WL 00003“ vorbei, einer Kiefer, die „Kronleuchter“ genannt wird.

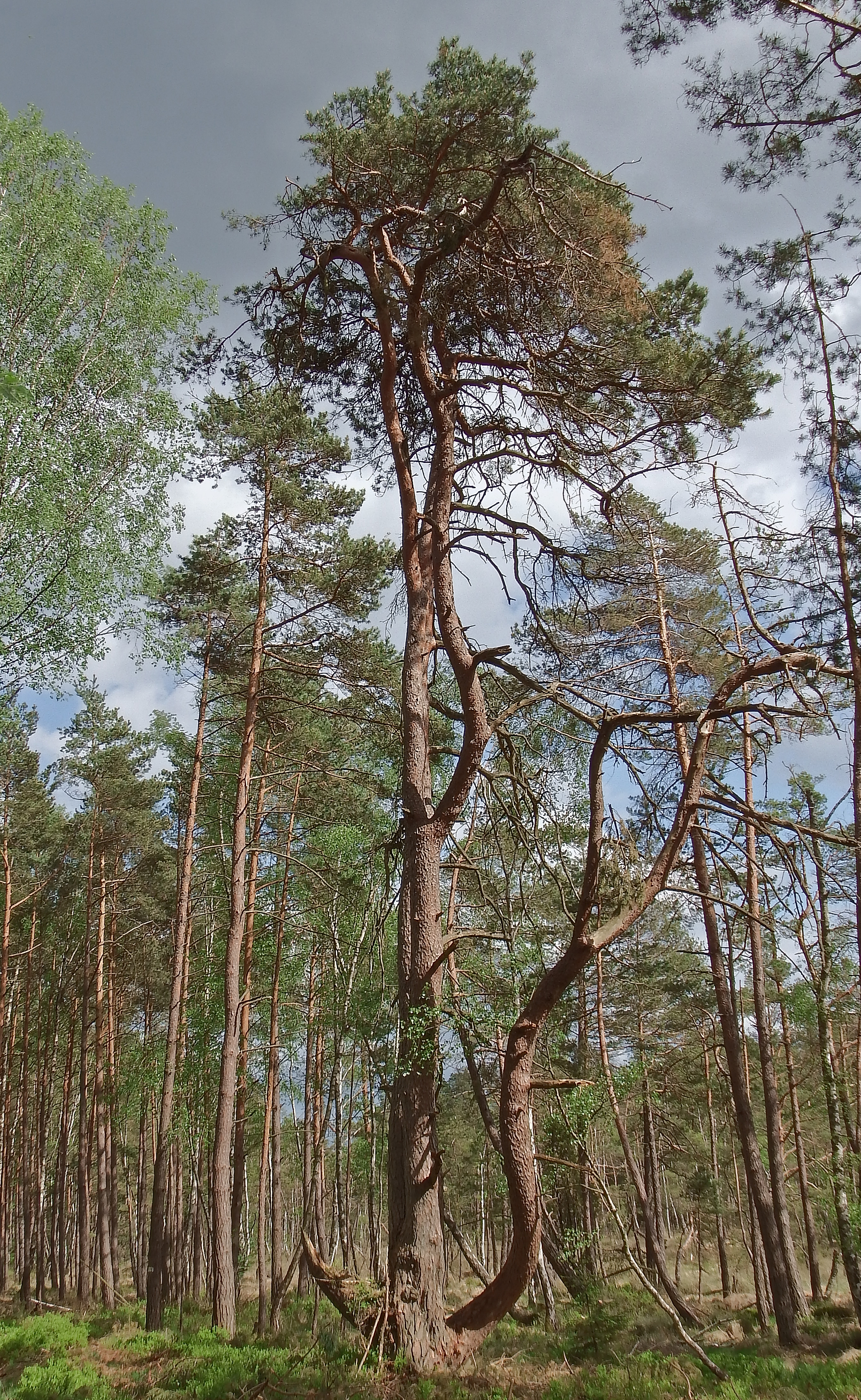
Kiefer, genannt „Kronleuchter“, westlich von Döhle am Wilseder Weg

Von Heidetouristen und Ausflüglern wird Döhle wegen seiner Lage zum Naturschutzgebiet Lüneburger Heide und zur Autobahn A 7 gerne besucht. In Döhle werden zwei Gasthäuser und mehrere Ferienwohnungen betrieben.
In der Gemarkung Döhle befanden und befinden sich zahlreiche Hügelgräber, von denen auch in den vergangenen 50 Jahren noch einige abgetragen und zerstört worden sind. Klaus Scharenberg beziffert die Zahl der noch vorhandenen Gräber im Jahre 2004 auf 37, von denen 5 „in schlechtem bis sehr schlechtem Zustand“ waren. Allein die nordwestlich, westlich, südwestlich und südsüdwestlich von Döhle gelegenen Gräber befinden sich außerhalb des Naturschutzgebietes, in dem die Wege nicht verlassen werden dürfen, und sind somit prinzipiell zugänglich. Die ursprüngliche Anzahl an Hügelgräbern in der Gemarkung Döhle setzt Klaus Scharenberg allerdings weitaus höher an als die 67 Gräber – davon 4, bei denen unklar ist, ob es sich wirklich um Hügelgräber handelt oder um Sanddünen –, die von ihm kartiert worden sind.